# Dasyatis zugei
Dasyatis zugei е вид хрущялна риба от семейство Dasyatidae. Видът е почти застрашен от изчезване.

## Разпространение и местообитание
Разпространен е в Бангладеш, Виетнам, Индия, Индонезия, Камбоджа, Китай, Малайзия, Мианмар, Провинции в КНР, Тайван, Тайланд, Филипини, Шри Ланка и Япония.
Обитава крайбрежията и пясъчните дъна на сладководни и полусолени басейни, океани, морета и заливи. Среща се на дълбочина от 18 до 28 m, при температура на водата от 26 до 28 °C и соленост 31,7 – 36,3 ‰.